# Latino Malabranca
Latino Malabranca o Latino Frangipani (Roma ?, c. 1235-Perugia, 10 de agosto de 1294) fue un cardenal italiano. 

## Familia y primeros años
Nacido probablemente en Roma, era hijo del senador Angelo Malabranca y de Mabilia di Matteo Rosso Orsini; por la rama paterna estaba emparentado con la familia Frangipane, de antigua nobleza romana, pero aún más ilustre era la Casa de Orsini de la que provenía su madre: era sobrino de los cardenales Giovanni Gaetano y Giordano Orsini, y primo de Matteo Orsini.  
Estudiante de la Universidad de París, en la que se graduó en derecho civil y canónico y en teología, ingresó joven en la Orden de Predicadores, llegando a ser lector de la orden en la provincia de Roma, definidor del capítulo provincial mantenido en Orvieto y prior del convento de Santa Sabina. Urbano IV le nombró inquisidor general. 

## Cardenalato
Su tío Nicolás III le creó cardenal en el consistorio del 12 de marzo de 1278, con título de obispo de Ostia y Velletri. En esta dignidad ofició como legado papal en la pacificación del conflicto entre güelfos y gibelinos en Florencia, Bolonia y la Romaña, y en el traspaso de poderes a la Santa Sede al final de la senaduría romana de Carlos I de Anjou. Participó en el cónclave de 1280-81 en que fue elegido papa Martín IV, en el de 1285 en que salió Honorio IV y en el de 1287-1288 que coronó a Nicolás IV, fue Decano del Colegio Cardenalicio desde la muerte de Bentivenga da Bentivengi en 1289, y  tuvo también un papel decisivo en la elección de Celestino V de 1292-1294.
Fallecido este último año en Perugia, fue sepultado en la basílica de Santa Maria sopra Minerva de Roma.